# Ибрагимгаджиев, Ибрагимгаджи Магомедгасанович
Ибрагимгаджи Магомедгасанович Ибрагимгаджиев (род. 24 августа 1983, Гиндиб, Дагестанская АССР) — российский дзюдоист, призёр чемпионатов России. В 1997 году окончил школу №1 в селении Кардиб Тляратинского района. В 2002 году окончил Дагестанский государственный университет, факультет управления экономикой.

## Спортивные результаты
- Чемпионат России по дзюдо 2001 года — ;
- Первенство России по дзюдо среди молодёжи 2003 года — ;
- Первенство России по дзюдо среди молодёжи 2004 года — ;
- Чемпионат России по дзюдо 2004 года — ;
- Чемпионат России по дзюдо 2005 года — ;
- Чемпионат России по дзюдо 2006 года — ;

## Дисквалификация
В 2001 году на первенстве страны среди юниоров был дисквалифицирован на год за удар судьи. Команда Дагестана была снята с соревнований, а её результаты аннулированы.